# مانويل ماركيز دي سوزا (كونت بورتو أليغري)

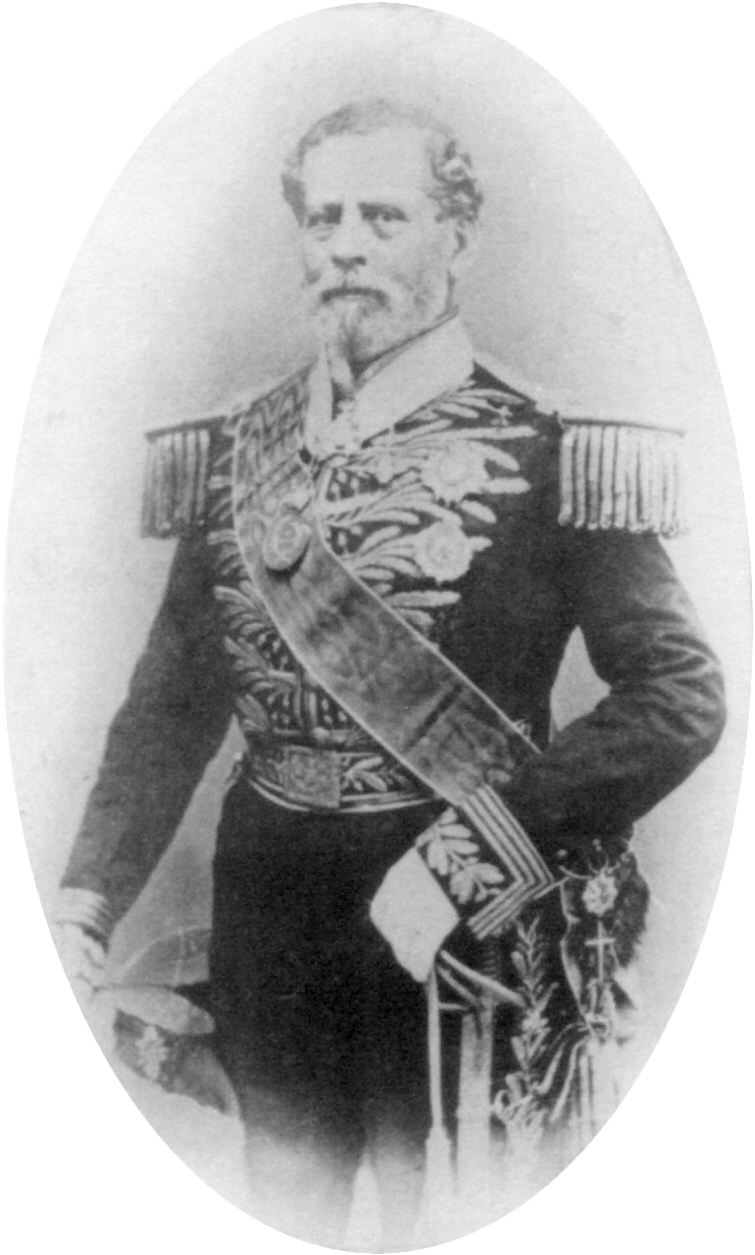
مانويل ماركيز دي سوزا ، كونت بورتو أليغري

مانويل ماركيز دي سوزا، كونت بورتو أليغري (13 يونيو 1804 - 18 يوليو 1875)، الملقب بـ «القنطور القفاز»،  كان ضابطًا بالجيش وسياسيًا وألغى الرق في إمبراطورية البرازيل. وُلد مانويل ماركيز دي سوزا لعائلة ثرية ذات خلفية عسكرية، وانضم إلى الجيش البرتغالي في البرازيل عام 1817 عندما كان أكثر من طفل بقليل. بدأ نشاطه العسكري في غزو باندا أورينتال (الضفة الشرقية) والتي تم ضمها وأصبحت مقاطعة سيسبلاتينا الواقعة في أقصى جنوب البرازيل في عام 1821. خلال معظم سنوات العشرينيات من القرن التاسع عشر، وكان منخرطًا في الجهود البرازيلية للإبقاء على سيسبلاتينا جزءًا من أراضيها: أولاً أثناء النضال من أجل استقلال البرازيل ثم في حرب سيسبلاتين. لقد أثبتت في النهاية أنها محاولة عقيمة، حيث انفصلت سيسبلاتينا بنجاح عن البرازيل لتصبح دولة أوروغواي مستقلة في عام 1828.
بعد بضع سنوات، في عام 1835، انغمست مقاطعته الأصلية ريو غراندي دو سول في تمرد انفصالي، حرب راغاموفين. استمر الصراع لما يقرب من عشر سنوات، وكان بدوره يقود الاشتباكات العسكرية لمعظم ذلك الوقت. لقد لعب دورًا حاسمًا في إنقاذ عاصمة المقاطعة من متمردي راغاموفين، مما سمح للقوات الموالية للحكومة الشرعية بتأمين موطئ قدم رئيسي. في عام 1852، قاد فرقة برازيلية خلال حرب بلاتين في غزو الاتحاد الأرجنتيني الذي أطاح بالديكتاتور. حصل على لقب نبيل، وتم ترقيته في النهاية من بارون إلى فكونت وأخيراً عد.
في سنوات ما بعد الحرب، حول بورتو أليغري انتباهه إلى السياسة، متقاعدًا من حياته العسكرية برتبة ملازم أول وهي ثاني أعلى رتبة في الجيش الإمبراطوري. كان تابعاً للحزب الليبرالي على المستوى الوطني وانتُخب أيضا عضواً في الهيئة التشريعية في ريو غراندي دو سول. كما أسس حزبا إقليميا، الحزب التقدمي الليبرالي - وهو تحالف من الليبراليين مثله وبعض أعضاء حزب المحافظين. دخل بورتو أليغري لاحقًا مجلس النواب بالبرلمان البرازيلي وشغل منصب وزير الحرب لفترة وجيزة. عندما اندلعت حرب باراجواي في عام 1864، عاد إلى الخدمة الفعلية. كان أحد القادة البرازيليين الرئيسيين خلال الصراع، وقد تميزت مشاركته بانتصارات مهمة في ساحة المعركة، فضلاً عن المشاجرات المستمرة مع حلفائه الأرجنتينيين وأوروغوانيين.